# Produktionssubvention
Die Produktionssubvention ist eine Zuwendung, Vorteilsgewährung oder anderweitige Vergünstigung an eine Industrie oder auch an einzelne Industrieunternehmen mit dem Ziel, die Herstellung eines oder bestimmter Produkte zu fördern. Hierbei ist es irrelevant, ob das jeweilige Erzeugnis in den Export gelangt oder nur im Erzeugerland vertrieben wird.

## Definition der Produktionssubvention
Eine international gültige und anerkannte Definition der Subventionsart Produktionssubvention existiert bisher (noch) nicht. (Das gilt im Übrigen auch für den allgemeineren Begriff „Subvention“.) Eine international verbindliche Definition ist aber wünschenswert, um eine klare Abgrenzung zu einer anderen wesentlichen Form der Preisunterbietung, nämlich dem Dumping, zu ermöglichen. Dumping wird definiert als „Preisdiskriminierung zwischen nationalen Märkten“ oder – der aus rechtstechnischen Gründen gewählten allgemeineren Legaldefinition folgend – als „das Verbringen von Waren eines Landes auf den Markt eines anderen Landes unter ihrem normalen Wert“. Immerhin gibt es den einen oder anderen Ansatz für eine Definition der Produktionssubvention. So kann man sagen, dass im Gegensatz zum Dumping, das insbesondere von Seiten der Unternehmer angewandt wird, Produktionssubventionen (wie auch Subventionen generell) eine Maßnahme staatlicher Wirtschaftspolitik sind, die auf Preisunterbietung bei auf dem Markt miteinander konkurrierenden Produkten abzielt. Jedoch wird dieser Definitionsversuch dem US-Verständnis nicht gerecht, da nach US-Recht auch private Vergünstigungen, z. B. durch Unternehmen, Banken und Verbände, als „Subvention“ gelten.
In Art. VI Abs. 3 GATT (= General Agreement on Tariffs and Trade; deutsch: Allgemeines Zoll- und Handelsabkommen) ist die Rede von „Prämien oder Subventionen, die im Ursprungs- oder Ausfuhrland mittelbar oder unmittelbar für die Herstellung, Gewinnung oder Ausfuhr einer Ware gewährt werden, einschließlich jeder besonderen, für die Beförderung einer bestimmten Ware gewährten Subvention“. Auch hierbei handelt es sich indessen eher um eine Umschreibung als um eine Definition.
Nach einer von Lehmann versuchten Definition „… versteht das Gesetz unter Produktionssubvention eine Maßnahme von Seiten einer Regierung oder seitens einer Privatperson, die die Wettbewerbsbedingungen im internationalen Handel verfälscht und die sich insbesondere  aus der Sicht des Empfängers als eine Zuwendung darstellt, durch die der Empfänger sowohl gegenüber anderen Unternehmen in seinem Heimatland bevorzugt wurde als auch unter Berücksichtigung des Verwendungszwecks der Zuwendung einen wirtschaftlichen Vorteil erlangt hat.“ Lehmann subsumiert also unter den Begriff „Produktionssubvention“ nicht nur staatliche Zuwendungen, sondern auch Vergünstigungen von privater Seite. Er folgt hiermit offensichtlich dem US-amerikanischen Verständnis einer Subvention (siehe oben). Nach EU-Recht gelten dagegen nur staatliche Beihilfen als Subvention.
Die Schwierigkeiten, den Subventionsbegriff und damit auch den spezielleren Begriff der Produktionssubvention klar zu definieren, dürften in der komplexen Natur des Problems zu suchen sein. Es ist z. B. kaum möglich zu differenzieren zwischen Subventionen, die zur Realisierung wirtschaftlicher und sozialer Programme dienen, und solchen, die – mittelbar oder unmittelbar, beabsichtigt oder unbeabsichtigt – den internationalen Handel beeinträchtigen. Auch gelingt es selten, klare Grenzen zwischen vernünftiger Regierungspolitik und dem unlauteren Versuch, eigene Wirtschaftsprobleme auf dem Wege des Exports auf andere Länder zu verlagern, festzulegen.

## Differenzierung Produktionssubvention – Exportsubvention
Die Produktionssubvention stellt einen Grundtypus der Subvention dar. Hiervon wird ein zweiter Subventionsgrundtypus unterschieden, die Exportsubvention. Sie trifft dann zu, wenn Zuwendungen an die Bedingung geknüpft werden, dass die in ihrer Herstellung geförderten Produkte ausschließlich in den Export gehen. Nach dem eingangs Gesagten schließt allerdings die Produktionssubvention begrifflich die Exportsubvention mit ein, bildet also den Oberbegriff der beiden in Rede stehenden Subventionsarten. (Für den direkten Gegensatz zur Exportsubvention ist auch die Bezeichnung „heimische Subvention“ gebräuchlich.)
Das Gemeinsame von Produktionssubvention und Exportsubvention liegt darin, dass sie beide eine Vorteilszuwendung an das betreffende Unternehmen beziehungsweise die betreffende Industrie voraussetzen, wobei die Art der Vorteilszuwendung im Detail keine Rolle spielt. So können in beiden Fällen direkte oder indirekte Begünstigungen von staatlicher Seite gewährt werden.

### Beispiele fürdirekteProduktionssubventionen (oder Exportsubventionen)
Finanzielle Beihilfen, Befreiung von Steuern und Sozialabgaben, Zinserleichterungen für Darlehen, Übernahme von Bürgschaften.

### Beispiel fürindirekteProduktionssubvention
Die Staatliche Unterstützung für Kraftwerke unter der Bedingung, dass diese Braunkohle als Energieträger verbrauchen, ist eine indirekte Subventionierung des Braunkohle-Tagebaus (gleichzeitig aber auch direkte Subventionierung des von dem betreffenden Kraftwerk erzeugten „Produkts“ elektrischer Strom).

## Vorteile durch Produktionssubventionen
Die Produktionssubvention ermöglicht es dem Produkt der Inlandsindustrie, obwohl diese teurer produziert, den Konkurrenzkampf mit dem – eigentlich billigeren – Importerzeugnis zu gewinnen. Ein solcher für die Inlandsindustrie vorteilhafter Effekt könnte an sich auch durch einen entsprechenden Zoll auf die Importware erreicht werden. Jedoch würde ein Zoll (anstelle einer Produktionssubvention) für den inländischen Verbraucher eine Verteuerung nicht nur des Importprodukts, sondern auch des entsprechenden einheimischen (unsubventionierten) Erzeugnisses bedeuten. Durch die Produktionssubvention ergibt sich dagegen eine für den Verbraucher vorteilhafte Verringerung des Preisniveaus der betreffenden miteinander konkurrierenden Produkte.
Einen weiteren Vorteil hat die Produktionssubvention gegenüber der („reinen“) Exportsubvention: Da die Exportsubvention ja nur für exportbestimmte Produkte gewährt wird, bildet sie für das (inländische) Herstellerunternehmen eine große Motivation, ihre Waren in erster Linie zu exportieren. Exportsubventionen bewirken damit eine Beeinträchtigung des internationalen Handels. Gleichzeitig folgt hieraus aber auch eine Verknappung und Verteuerung der betreffenden Ware für den inländischen Verbraucher. Beide Nachteile sind bei Produktionssubventionen – da sie ja (auch) für im Inland vertriebene Produkte gewährt werden – nicht in dem Maße gegeben.